# 淮河路街道 (周口市)
淮河路街道，是中华人民共和国河南省周口市川汇区下辖的一个乡镇级行政单位。

## 行政区划
淮河路街道下辖以下地区：
孟营社区、黄滩社区、康楼社区、郑洼社区、刘新庄社区、牛滩社区、姚滩社区、徐庄社区、赵寨社区、麦仁店社区、路庄社区和南徐社区。